# Gentó
Gentó (en llatí: Gento, en grec: Genton (Γέντων), Genzon (Γένζων) o Gentzon (Γέντζων).) va ser un oficial de l'exèrcit romà d'Orient d'origen got del segle v. Actiu durant el regnat de l'emperador Zenó (r. 474–475; 476–491). Estava casat amb una romana de la província de l'Epir Nou i era un home influent a la regió. Segons l'historiador Malc, el 479 es trobava a Lychnidus amb Sabinià quan va rebre ordres per a prosseguir en la guerra contra Teodoric, rei dels Ostrogots.